# Jocul lui Gerald
Jocul lui Gerald (denumire originală Gerald's Game) este un roman de groază-psihologic de Stephen King publicat inițial de editura Viking în 1992.

## Prezentare
În timpul unui joc erotic pervers, Jessie, încătușată la pat, îl lovește pe soțul ei, Gerald, provocându-i involuntar moartea. După 28 de ore, e condamnată să îndure frigul și întunericul. Începe să audă voci, invocând o creatură. Pentru Jessie, moartea ar fi o binecuvântare.

## Personaje
- Jessie Burlingame
- Gerald, soțul lui Jessie

## Traduceri în limba română
- 2015 - Editura Nemira, Colecția Suspans, traducere de Ruxandra Toma

## Ecranizări
- Jocul lui Gerald